# San Francisco de Yare (Venezuela)
Pour les articles homonymes, voir San Francisco de Yare et San Francisco (homonymie).
San Francisco de Yare est le chef-lieu de la municipalité de Simón Bolívar dans l'État de Miranda au Venezuela.